# Mikhaïl Tal
Mikhaïl Tal (en letó: Mihails Tāls); (en rus: Михаил Нехемьевич Таль), Mikail Nechem'evič Tal',; també transliterat com a Mihails Tals o bé Mihail Tal) (9 de novembre de 1936 - 28 de juny de 1992) fou un jugador d'escacs jueu de Letònia, ciutadà soviètic, Gran Mestre, i el vuitè Campió del món d'escacs. Va rebre el títol de Mestre Honorífic de l'Esport (1960), així com els ordes de l'Amistat dels Pobles (1981) i de la Insígnia d'Honor (1960)
Sovint era anomenat "Misha" (un diminutiu de Mikhaïl) i també "El màgic de Riga" a causa del seu sorprenent estil de joc combinatori. Diversos llibres d'escacs, entre d'altres, dues de les obres de referència en anglès, com The Mammoth Book of the World's Greatest Chess Games (Burgess, Nunn, i Emms, 2004) i Modern Chess Brilliancies (Evans, 1970) inclouen més partides d'en Tal que de cap altre jugador. Tal fou també un destacat escriptor d'escacs (la seva feina era la de reporter d'escacs).
Té els rècords de la primera i la segona sèrie més llarga de partides jugades sense derrota en tota la història de les competicions escaquístiques. A més, molts autors el consideren com al més gran jugador d'atac d'alt nivell de tots els temps, i és àmpliament reconegut com el millor jugador d'atac de tots els temps; jugava amb un estil combinatori i agosarat. El seu joc era conegut principalment per la seva improvisació i impredictibilitat. Cada partida, com un cop va dir, era tan inimitable i invalorable com un poema.
El seu màxim Elo va ser de 2705 punts, el gener de 1980, quan tenia 43 anys.
Des del 2006 se celebra a Moscou un torneig, el Memorial Mikhaïl Tal, en la seva memòria.